# Saccoglossus ruber
Saccoglossus ruber — вид кишководишних напівхордових родини Harrimaniidae. Поширений на півночі Атлантики біля берегів Ірландії та Великої Британії.